# Sagøya
Sagøya est une île norvégienne des îles Lofoten, située dans la commune de Vågan du comté de Nordland.